# Lake Awoonga
Der Lake Awoonga ist ein Stausee im Osten des australischen Bundesstaates Queensland. Der See entstand durch den Bau eines Staudamms am Boyne River 30 km südlich von Gladstone (Queensland).

## Zweck
Der Lake Awoonga ist der wichtigste Wasserspeicher der Region Gladstone. Das Gladstone Area Water Board betreibt die Anlage und hat sie für Anwohner und Touristen für den Wassersport und das Sportfischen freigegeben.

## Bauart
Der Awoonga-Staudamm ist ein CFR-Damm, der aus Felsblöcken aufgeschüttet und wasserseitig mit einem Betonmantel versehen ist. Die Schüttung wurde aus Felsen aus einem Steinbruch in unmittelbarer Nähe erstellt. Sie ist über 650 m lang und 54,4 m hoch. Ihr Volumen beträgt ca. 2 Mio. m³. Der Auslauf liegt auf 40 m Seehöhe. Die Konstruktion des heutigen Damms ermöglicht auch das weitere Anheben des Auslaufs, wenn dies notwendig sein sollte. Das maximale Stauvolumen beträgt derzeit 777 Mio. m³.
Bei Vollstau liegt der Wasserspiegel auf 41 m Seehöhe.

## Fauna

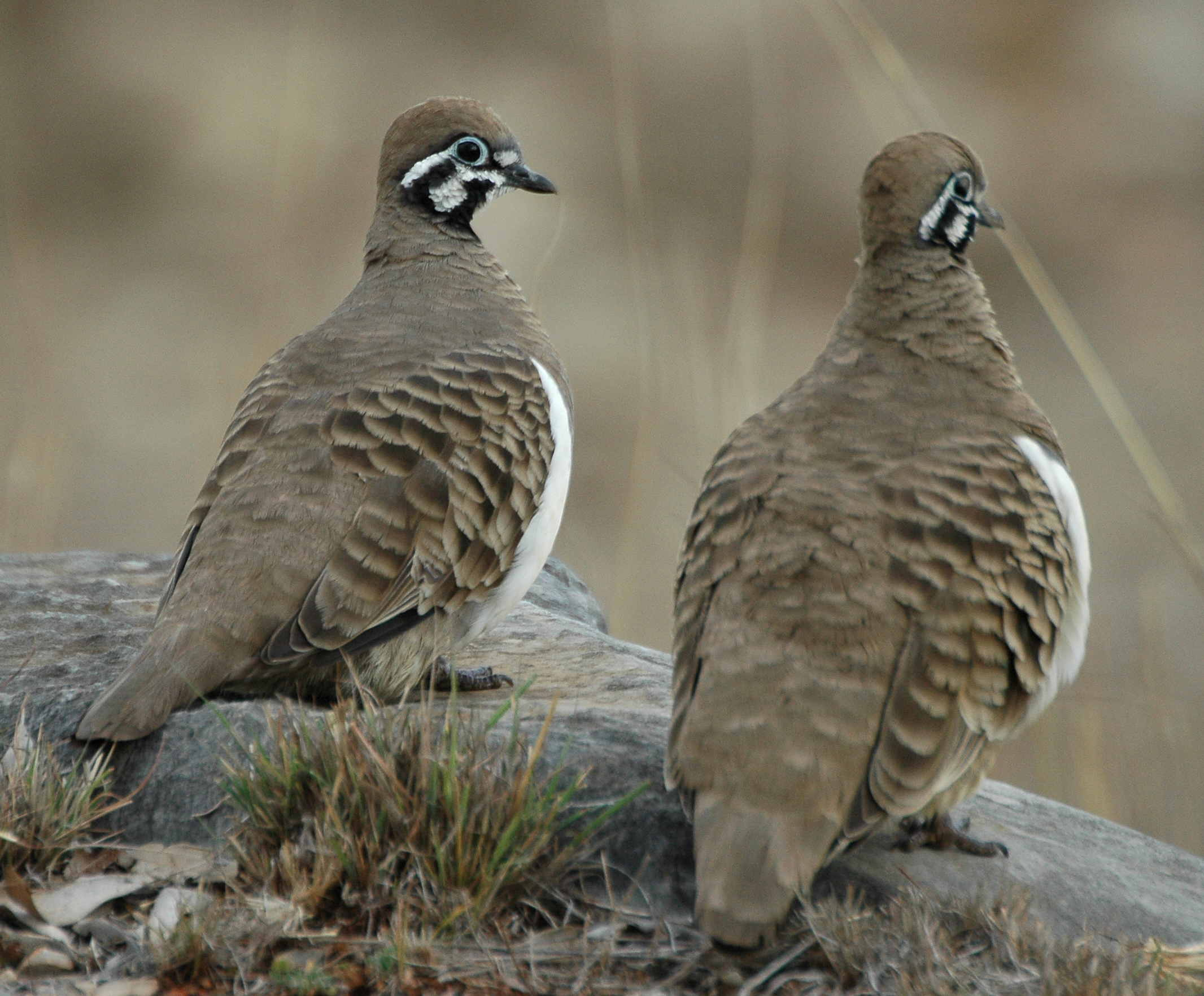
Buchstabentauben

Am Lake Awoonga finden sich viele Kleintiere, die besonders geschützt werden müssen, z. B. der Graukopf-Flughund und der Gelbbauch-Gleitbeutler. Die Wasserflora bietet einer Reihe von Beutetieren für Fische, Aale, Schildkröten, Schnabeltiere und Vögel Nahrung. Weitere Tierarten sind australische Nasenbeutler, rote Rattenkängurus, Kängurus, Wallabys, Riesengleitbeutler und Fuchskusus.
Am See finden sich mehr als 225 Vogelarten, z. B. die Buchstabentaube, die als gefährdet gelistet ist, und weitere 27 Vogelarten von der International Migratory Conservation Agreement List.

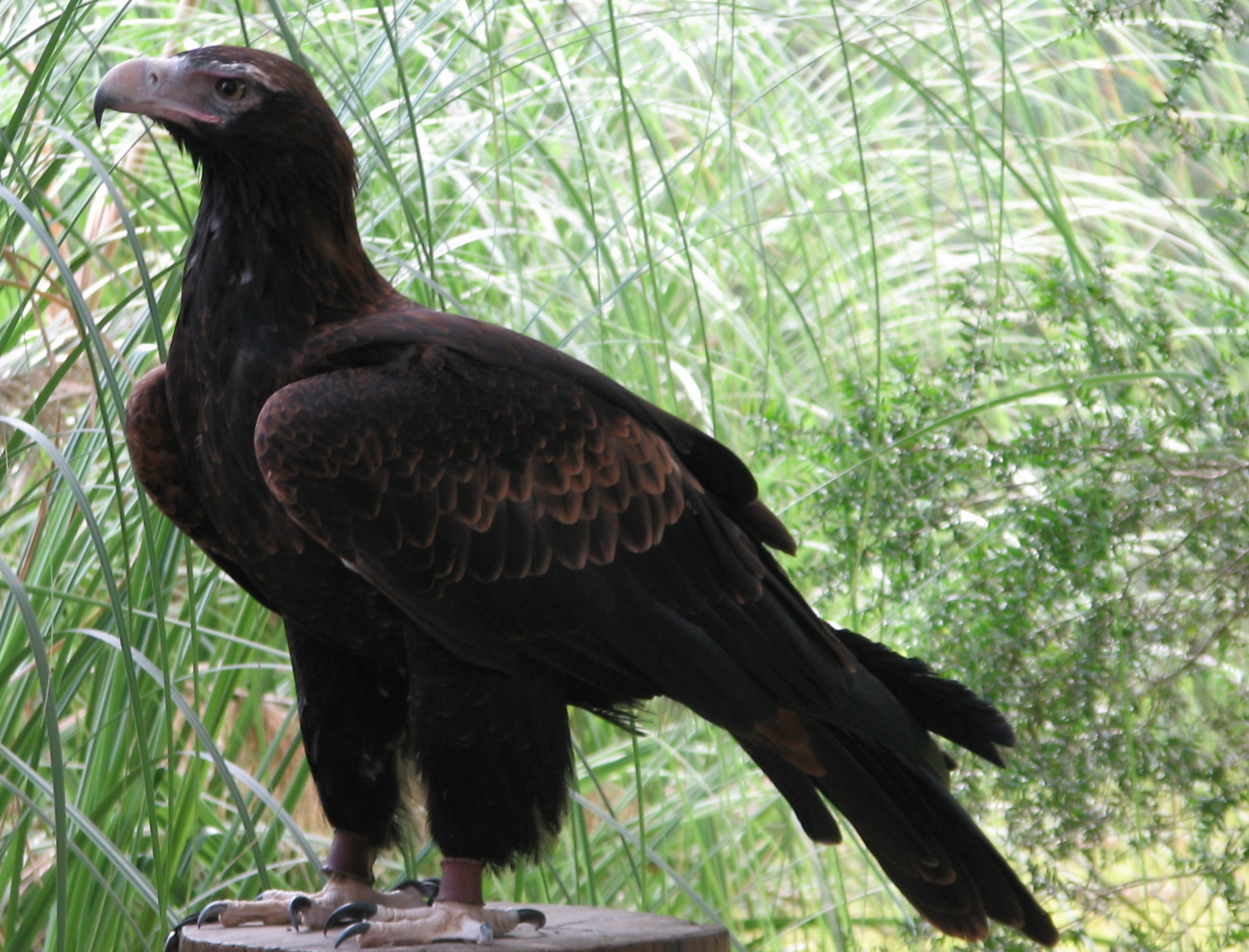
Keilschwanzadler
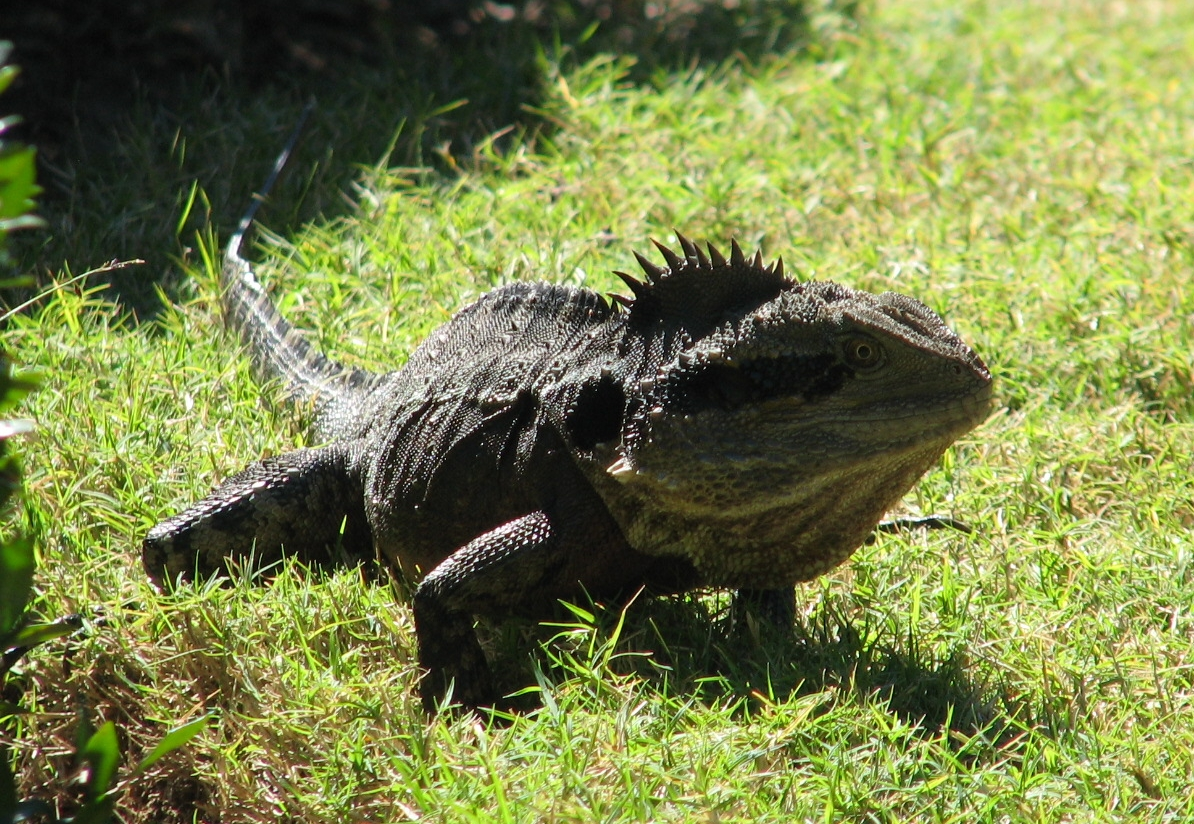
Australische Wasseragame
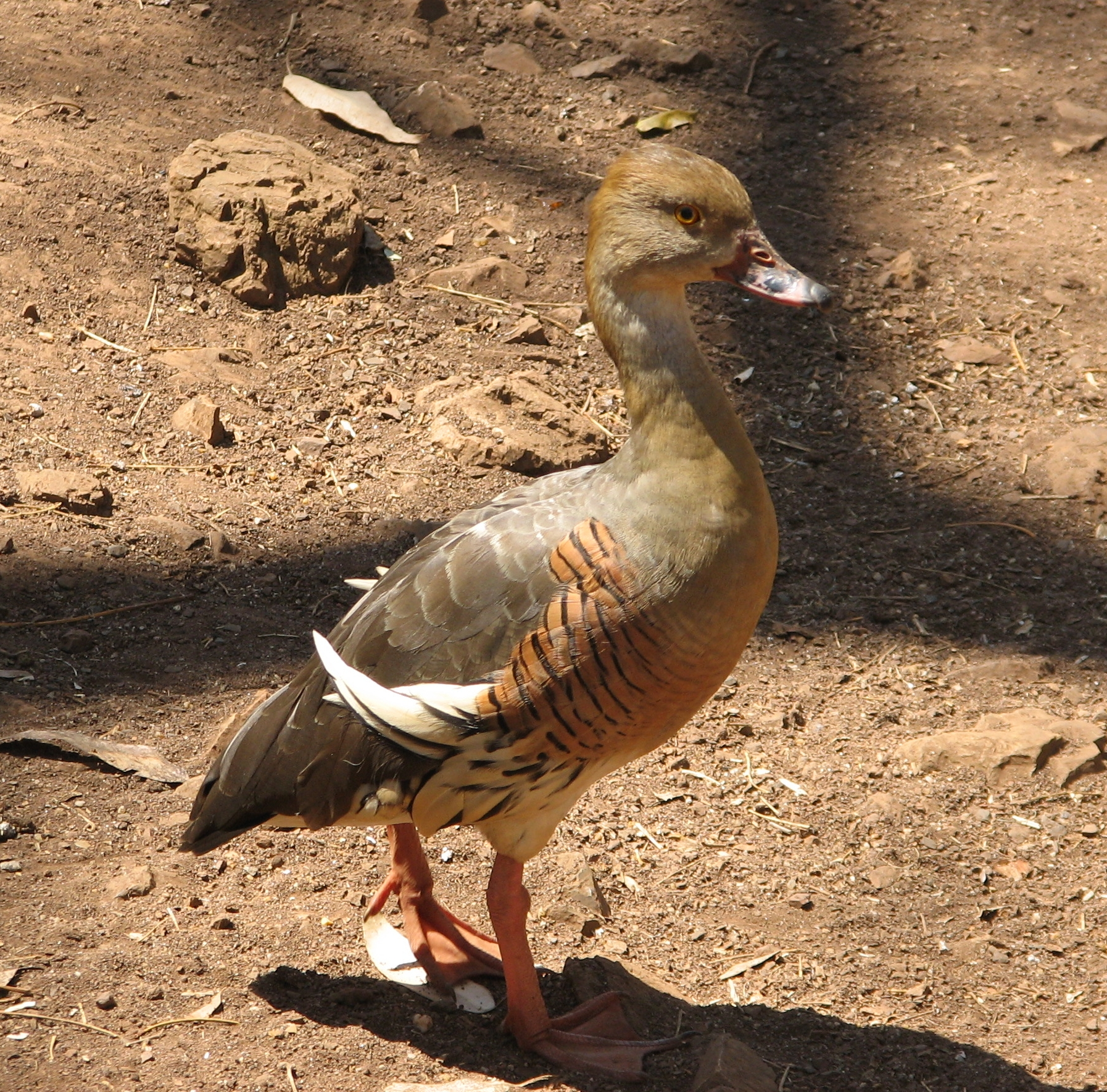
Sichelpfeifgans
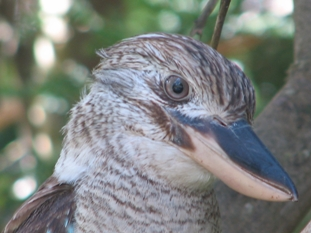
Haubenliest

### Fischzucht und Sportfischerei
Etwa 200.000 Fische – auch Barramundi und einige Mangrove Jack (Lutjanus argentimaculatus) – werden jährlich in den See eingesetzt. Bis Anfang 2006 wurden über 2,9 Mio. Fische in den Lake Awoonga eingesetzt, davon 2,4 Mio. Barramundi, 470.000 Meeräschen und 15.000 Mangrove Jack. Der größte Barramundi, der je dort gefangen wurde, wurde im November 2008 mit 36,5 kg registriert. Der Lake Awoonga ist einer der wenigen Seen in Australien, der mit Mangrove Jack bestückt wurde.

## Flora
Mehr als 415 Pflanzenarten sorgen für eine gesunde Entwicklung des Lake Awoonga und seiner Umgebung. Die Lebensräume umfassen Regenwälder ebenso wie lichte Wälder und Graswälder. Dort gibt es 45 bestätigte Arten von Wasserpflanzen, wie z. B. Hornmoose und Sauergrasgewächse, die man im seichten Wasser findet. Wasserpflanzen erfüllen wichtige Aufgaben; sie sind Futterpflanzen für Tiere, stabilisieren das Flussbett und bauen Nährstoffe ab.
Man findet auch etliche besonders schützenswerte Pflanzen in der Awoonga-Region, wie z. B. Persoonia amaliae und Eucalyptus melanoleuca, die als selten eingestuft werden, während Cycas megacarpa und Grevillea venusta als gefährdet gelten. Banksia integrifolia und Xanthorrhoea latifolia sind geschützte Arten, die man ebenfalls in der Gegend findet.
Im gesamten Flusssystem gibt es auch eingeschleppte Pflanzen und Unkräuter, die sich überall verbreiten, z. B. Parthenium, Schwimmfarne, Katzenkralle, Wandelröschen, Oleander und Cryptostegia grandiflora. Ein Programm zur Kontrolle eingeschleppter Pflanzen wurde zur Unterstützung des jährlich durchgeführten Unkrautvernichtungsprogramms entwickelt.
Das Gladstone Area Water Board hat ein Pflanzprogramm zum Erhalt gefährdeter regionaler Ökosysteme, die durch die Anlage des Stausees geschädigt wurden, durchgeführt.

## Freizeiteinrichtungen

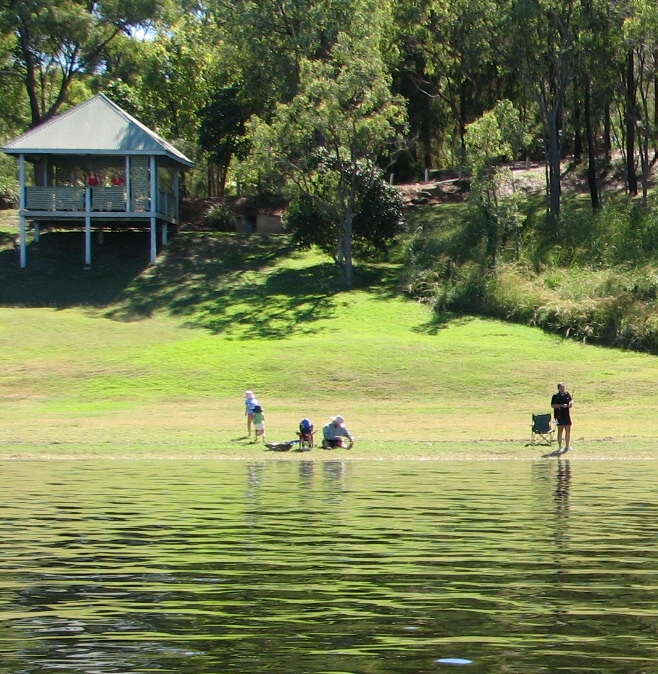
Besucherhütten am Lake Awoonga

Schwimmen ist im See erlaubt und es gibt einen rund um die Uhr nutzbaren Slipway für Boote, sodass Segeln, Fischen und Wasserskifahren möglich sind. Verschiedene Wasserfahrzeuge, auch Hausboote, kann man mieten. Ebenso gibt es Touren für Sportfischer. Das Gewässer wird von der Queensland Boating and Fisheries Patrol und der Wasserpolizei kontrolliert und alle Freizeitkapitäne sind angehalten, sich an die vorgeschriebenen Geschwindigkeitsbeschränkungen zu halten.
Das Zelten ist an zwei Stellen am Lake Awoonga erlaubt, dem Caravan Park und dem Boynedale Bush Camp. Das Haupterholungsgebiet ist für die Öffentlichkeit frei zugänglich und besitzt Grill- und Picknickplätze sowie Wanderwege.